# 達哈拉沙漠

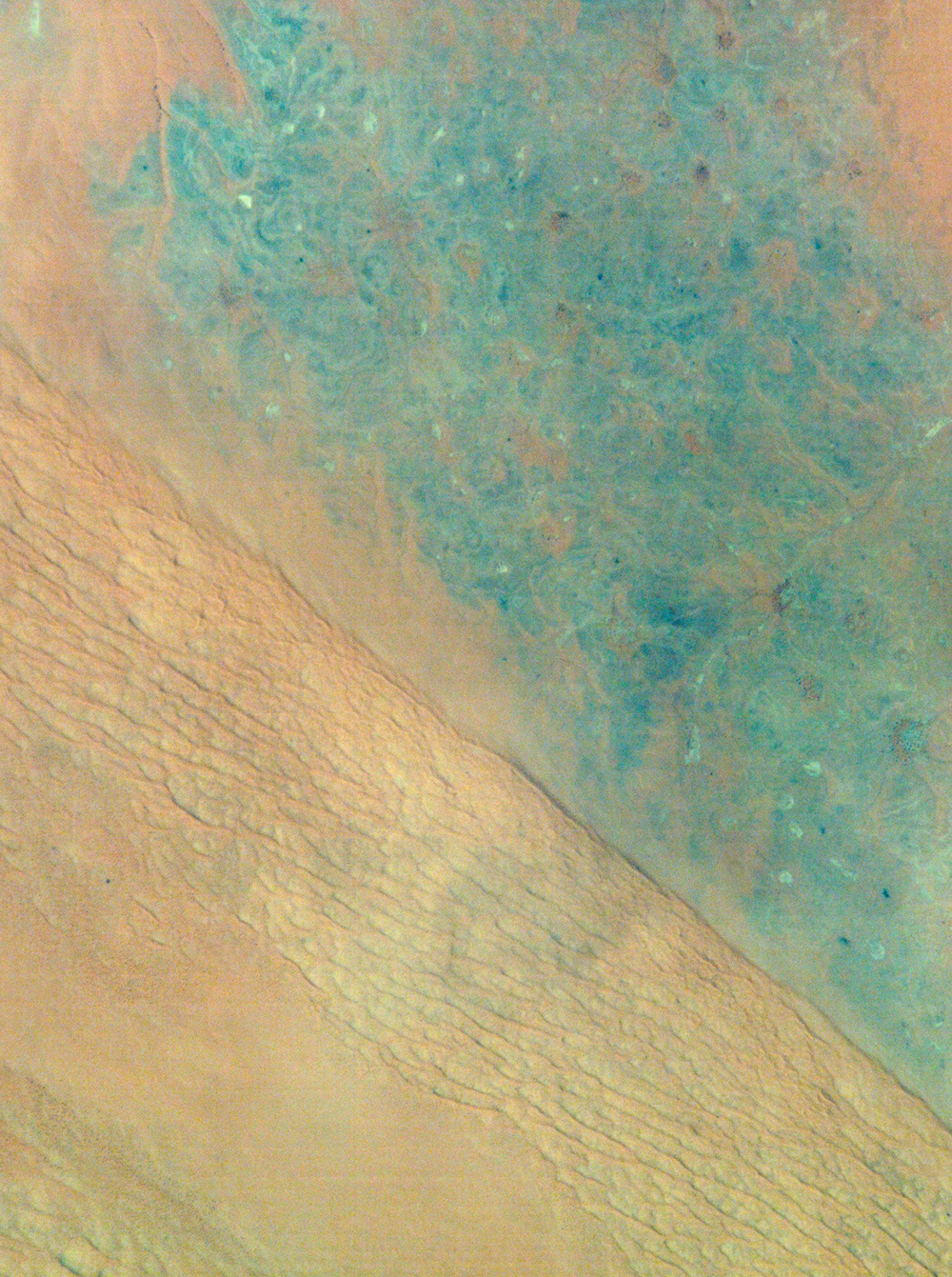
達哈拉沙漠衛星圖片

達哈拉沙漠位於阿拉伯沙漠的中部，成為連接北面內夫得沙漠和南面魯卜哈利沙漠的蝴蝶狀沙地走廊，全長超過1,000公里，闊度少於80公里，沙丘因包含鐵氧化物而呈紅色。